# بن ویلسون (بازیکن فوتبال، زاده ۱۹۹۲)
بن ویلسون (انگلیسی: Ben Wilson؛ زادهٔ ۹ اوت ۱۹۹۲) بازیکن فوتبال اهل بریتانیا است.
از باشگاه‌هایی که در آن بازی کرده است می‌توان به باشگاه فوتبال کمبریج یونایتد، باشگاه فوتبال کاردیف سیتی، باشگاه فوتبال ای‌اف‌سی ویمبلدون، باشگاه فوتبال ساندرلند، باشگاه فوتبال هروگیت تاون، باشگاه فوتبال آکرینگتون استنلی، باشگاه فوتبال گیتزهد، و باشگاه فوتبال چسترفیلد اشاره کرد.